# Schoenocephalium
Schoenocephalium là một chi thực vật có hoa trong họ Rapateaceae.